# Sardinas en escabeche

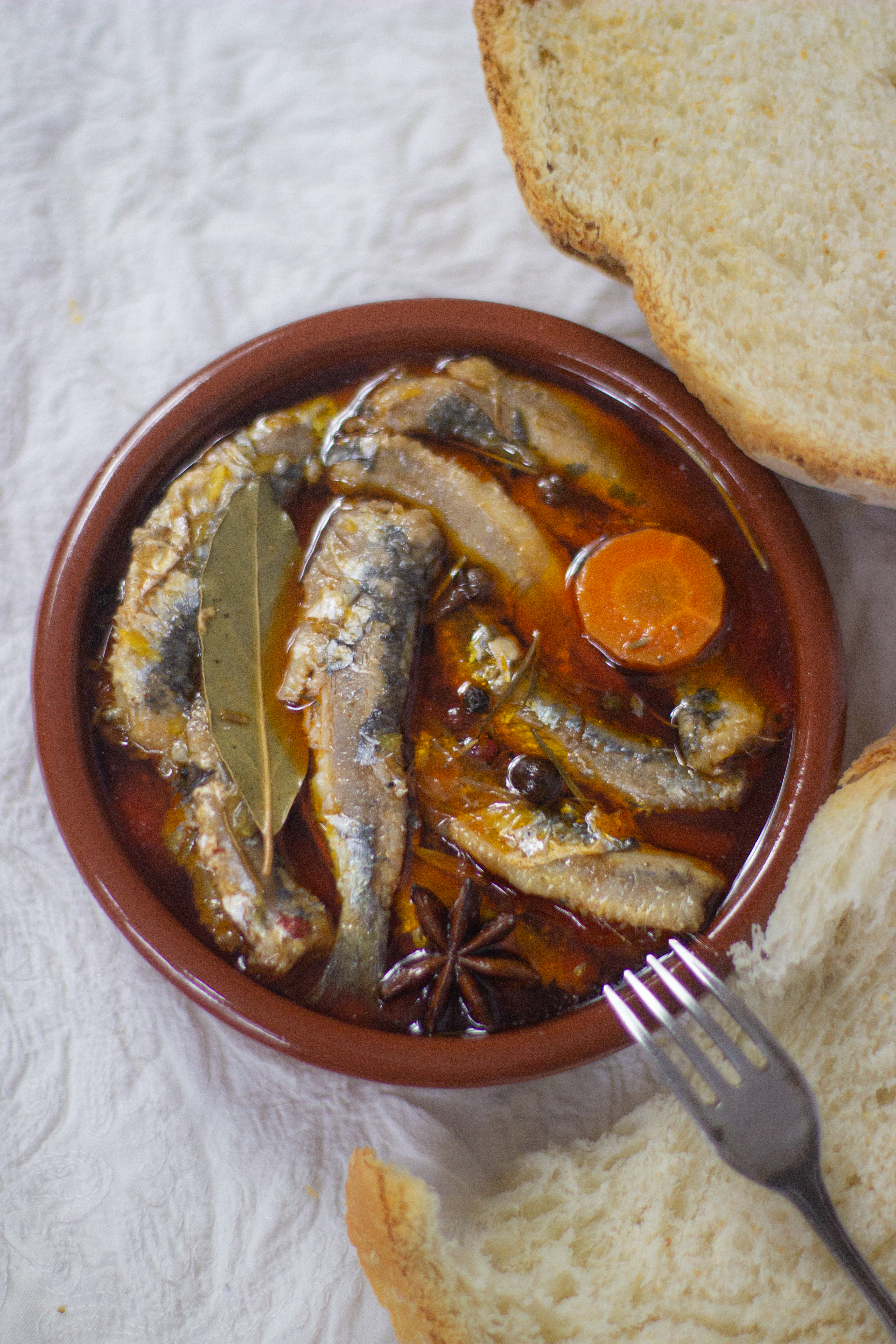
Sardinas en escabeche.

Las sardinas en escabeche son sardinas (Clupeidae) cocinadas y conservadas en una mezcla de vinagre, aceite, especias y, a veces, verduras. Es típico de España, Portugal, y otros países mediterráneos. Surge como forma de aprovechar el pescado frito, un producto bastante perecedero.
El escabeche es una técnica muy antigua que sirve tanto para dar sabor como para conservar. Se pueden escabechar berenjenas, pimientos, atún, caballa, mejillones y ostras, sin embargo el más popular son las sardinas en escabeche. Para elaborarlas, las sardinas se fríen en abundante aceite, previamente limpiadas. El escabeche se elabora a partir de un sofrito de ajos y cebollas (a veces, zanahorias u otras verduras), al cual se le agrega aceite de oliva, vino blanco y vinagre como agente conservante. Las sardinas se marinan en el ácido, suavizándolo. Se suele condimentar con laurel, pimienta, pimentón dulce o picante, romero, tomillo y/o clavo de olor. A veces con rodajas de naranja. Las sardinas deben estar completamente sumergidas en el escabeche para una buena preservación.

## Variantes
- Sardinas rellenas en escabeche, cuya receta queda registrada en el Arte de cocina, de 1611, por Francisco Martínez Motiño, y se elabora abriendo las sardinas a la mitad y rellenándolas con huevo u otros alimentos y rebozándolas en abundante aceite.[4][5]
- Sardinas en escabeche «crudo» o «del momento», descritas por Manuel Mª Puga y Parga en su famoso libro La cocina práctica, de 1905, es una receta con un marinado muy breve, de apenas tres horas. Las sardinas fritas se mezclan con sal, pimentón, laurel y ajo machacado, y se aliñan con aceite, vinagre y agua. Se deja reposar dos o tres horas, removiendo cada cierto rato para que las sardinas se impregnen del escabeche.[3]